# Rajon Stolin

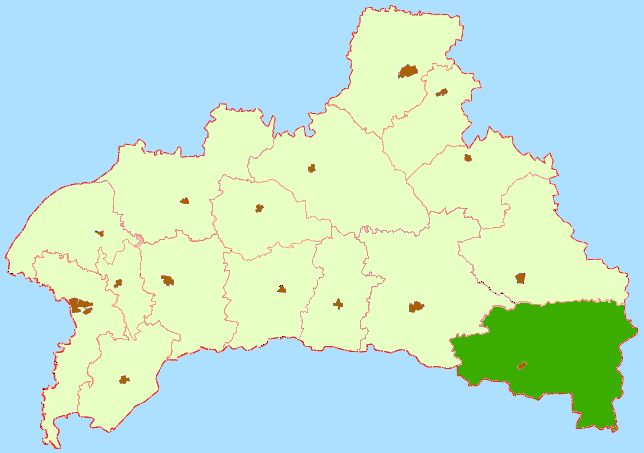
Rajon Stolin, Karte

Der Rajon Stolin (belarussisch Столінскі раён, russisch Столинский район) ist eine Verwaltungseinheit im Südosten der Breszkaja Woblasz in Belarus mit 86.300 Einwohnern. Die Fläche beträgt 3342 km² und der Rajon Stolin ist flächenmäßig der größte Rajon in ganz Belarus. Die Verwaltungseinheit umfasst 98 Ortschaften und ist in 20 Selsawets gegliedert.

## Geographie
Der Rajon Stolin liegt im Südosten der Breszkaja Woblasz. Die Nachbarrajone in der Breszkaja Woblasz sind im Norden Luninez und im Westen Pinsk.